# Pekandangan (Banjarmangu)
Pekandangan is een bestuurslaag in het regentschap Banjarnegara van de provincie Midden-Java, Indonesië. Pekandangan telt 2134 inwoners (volkstelling 2010).